# Cyber goth

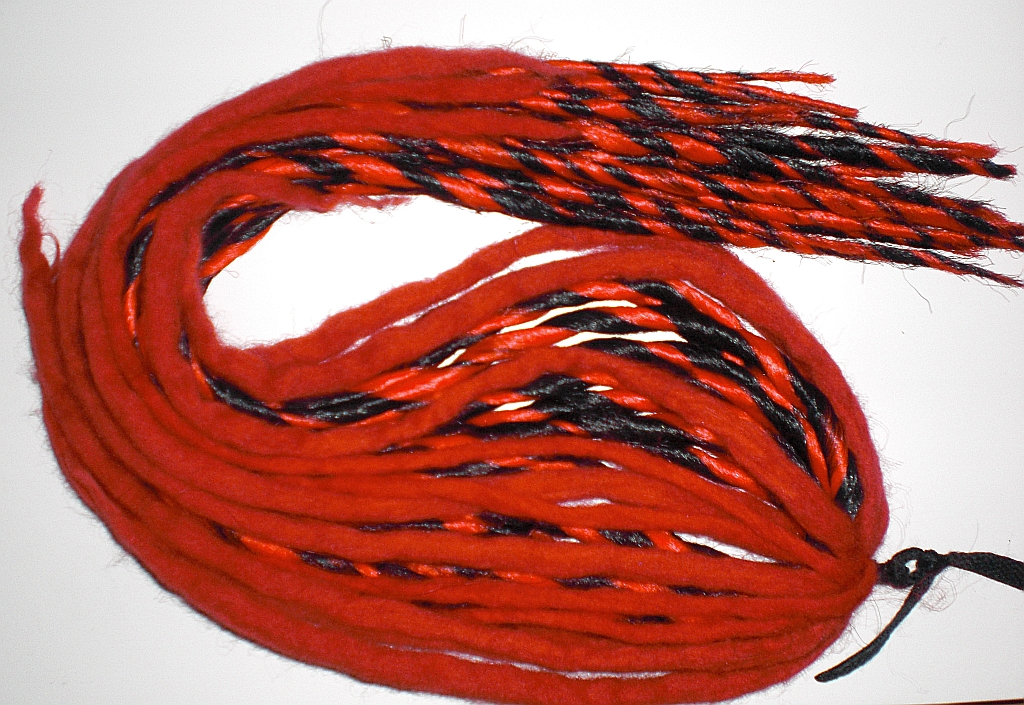
Des dreads rouges et noirs à base de cheveux synthétiques et de wooldreads rouges.

Le cyber goth désigne une branche du mouvement gothique née début des années 2000.

## Histoire et développement
Le mouvement cybergoth se rapporte à une mode qui s'est développée à la fin des années 90. Au niveau vestimentaire comme musical, ce style mélange des éléments issus de l'indus, de la techno et du goth. L'importance du look et de l'atmosphère peut être comparé au visual kei. Les pas de danse se rapprochent de ceux de la tecktonik.
Les éléments vestimentaires cybergoth s'inspirent également du genre cyber-punk. Le terme "cybergoth" pourrait avoir été utilisé pour la première fois dans le cadre du jeux de rôle "Dark future" de Games workshop à Berlin en 1988. De manière générale et stéréotypée Il s'agit d'histoires d'anticipation dystopiques dans lesquelles l'environnement a été partiellement détruit. Ainsi, dans le monde cyber-goth, les cheveux sont synthétiques car ils ne poussent plus naturellement, l'air est irrespirable (d'où la présence de masque à gaz) et il faut se protéger de la lumière du soleil devenue trop violente pour les yeux. Pour ce qui est de la danse cyber, certains membres de la sous-culture considèrent que c'est la dernière chose à faire avant l'apocalypse alors que d'autres dansent comme s'ils venaient d'être contaminés par un virus (d’où les mouvements saccadés).[réf. nécessaire] Le fait de lier la danse avec un imaginaire catastrophiste rappelle les danses de 1518 à Strasbourg

## Mode Patchwork
Le cyber revendique un style vestimentaire suivant certains stéréotypes futuristes tout en empruntant beaucoup d’éléments à d’autres modes ou mouvements. Il associe plus particulièrement des éléments stylistiques de la scène rave et techno à la scène dark (le noir étant la couleur dominante sur l’ensemble des vêtements). Le style trouve également des influences issus du mouvement asiatique visual kei. L’androgynie est souvent une des caractéristiques de ce mouvement, sans pour autant être déterminante. Du fait de certains éléments similaires tels que des corsets ou pantalons en vinyle, le cyber est souvent confondu avec l'esthétique fétichiste, avec laquelle elle n'a aucun réel rapport.

### Tenue et choix de couleurs
Ce style s'exprime en partie par des thèmes de couleurs très contrastés, acidulés et réactifs aux lumières néon, comme le rouge, le bleu et le vert néon, la couleur chrome ou le rose vif combiné au noir ou au blanc; cependant il existe dans la plupart des cas une couleur dominante, puisque certains cybers sont entièrement vêtus de couleur néon, mais il existe aussi des cybergoth bicolore en noir et blanc. Afin de souligner l’effet d’artefact[Quoi ?], on peut mélanger des matériaux noirs mats ou brillants et faire des compositions d’extensions en caoutchouc mousse et en PVC noir brillant.
Les équipements appréciés par les cybers à porter dans les night-clubs se composent de pantalons et vestes moulants noirs, ou encore de pantalons colorés et larges style rave ou techno et d’une cuirasse, t-shirts, généralement coupés et troués en tissu plein ou en résille. Ils aiment également intégrer des accessoires de bondage pour soigner leur image. Quant aux chaussures, le cyber préfère des grandes bottes lourdes (par exemple transformerboots ou des jump boots ou encore des chaussures à semelles compensées, mais l'utilisation de chaussures de sport est courante pour plus de confort lors de la danse.

### Coiffures et extensions
L’association du noir avec une couleur monochromatique peut se présenter sous différents formes - par exemple dans les tons clairs pour les cheveux, un maquillage artificiel, des LED, des circuits imprimés, des modifications corporelles, des masques à gaz, des masques et des lunettes de protections (ou lunettes de natation ou de piscine) généralement portées sur le front, le bras et à la nuque à la place des yeux,,. Des symboles faisant référence à des dangers comme le symbole de la radioactivité ou le symbole biohazard sont affichés de manière récurrente, mais entre-temps sont à la mode des symboles conçus individuellement. Les thèmes de couleurs sont souvent utilisés pour la coiffure ou le maquillage des yeux. La coiffure est habituellement dotée d’extensions spéciales, nommés cyberloxes ou cyberfalls ou falls, pour souligner l’effet de rajout. Les femmes mettent le plus souvent un postiche sur chaque côté et les hommes utilisent généralement un postiche en guise de tresse à l’arrière. Les cyberloxes peuvent être composés de différents matériaux, du fil aux câbles électriques en passant par des flexibles fluorescents ; mais la plupart du temps on trouve des dreadlocks synthétiques, les dits cyberlox ainsi que les foamies.

### Lesdreadlockssynthétiques
Communément appelés dreads, ces dreadlocks sont généralement composés de cheveux synthétiques et sont disponibles en différentes couleurs. On trouve essentiellement des dreads noirs combinés à quelques dreads colorés, cependant il existe également des dreads bicolores, généralement une combinaison de noir et d’une autre couleur au choix qui s’accorde avec la tenue vestimentaire. Il existe deux variantes supplémentaires de dreads, d’une part les wooldreads, et d’autre part les flimsies. Pour la première catégorie il s’agit de dreads fabriqués à partir de laine feutrée, les flimsies cependant sont des tuyaux cousus avec des tissus, qui ont également un aspect dread. Les avantages de ces deux variantes sont qu’ils sont nettement plus légers, et également beaucoup mieux fixés que la variante en cheveux synthétiques, mais le procédé de création de ces deux variantes sont considérablement plus complexes qui demandent beaucoup d’investissement. De plus, les flimsies ont plus tendance à briller, lorsque le tissu a été choisi correctement, sous l’effet de la lumière UV, ce qui les rend extrêmement populaires.

### Cyberlox
Les dits cyberlox trouvent leur origine dans les rubans bolduc en forme de tuyau venant des États-Unis. Grâce à la forme tissée, ces rubans sont élastiques et si on les étire, ils reviennent à la forme initiale lorsqu’on les lâche. Les avantages par rapport à des dreads synthétiques sont qu’ils sont nettement plus légers et leur aspect est également plus artificiel. Ils existent dans toutes les couleurs, non seulement en version unie mais également à rayures en bicolore, aussi en couleur métallique, mats ou réactifs UV. Pour les extensions DiY, les lox sont souvent achetés au mètre pour être coupé à la longueur souhaitée, et ils sont généralement fixés à l'aide d'un ruban ou d'une pince. Il existe différentes tailles de lox, la plupart du temps on utilise des cyberlox de taille normale dont le diamètre est d’environ 2 cm, et les mini-lox ont un diamètre d’environ 0,75 cm.

### Lesfoamies
Les foamies sont des bandes coupés dans du caoutchouc mousse. Le plus souvent on utilise une association d'un caoutchouc noir et coloré, et les bandes ont en moyenne une largeur entre 1 et 4 cm, et une longueur totale qui atteint entre 20  et   40 cm. La fabrication des foamies est relativement simple et pas chère, d'où l'intérêt accru pour l'utilisation de ces bandes. Ils sont fréquemment ornés avec des collages en caoutchouc mousse ou avec des peintures.

### Magasins
Les entreprises qui se sont spécialisés dans cette tendance sont par exemple Cyberdog & DANE à Londres, Lip Service en Californie du Sud, Diabolik, un magasin situé à Montréal, et Robotic Kitty Fashions à Chicago. Outre les entreprises internationales il existe également des entreprises allemandes sur le marché.
Dans le secteur du textile et de la mode, il y a Deecom e.K. qui se situe à Kehl.
Le magasin produit et distribue la marque Amok. Les vêtements du magasin Mode Wichtig, se situant à Duisbourg, sont produits et distribués sous le label Sektor1. En ce qui concerne les accessoires, le magasin Cyberlox s'est également établi à Duisbourg avec la marque du même nom. La société, en plus d’être un grossiste et de faire de la vente par correspondance, tient un magasin à Duisbourg qui est surtout connu pour ses postiches. À Essen, au sein du magasin Leo Store se trouve un Cybershop qui s’appelle Cyber City. Ce magasin qui dépasse les 150 m2 intègre dans son concept de vente des nouvelles formes du marketing événementiel. Sur une grande scène se produisent régulièrement des liveacts. Chaque samedi il y a de la musique de DJs célèbres issus du groupement.

## Musique et danse
La cyberculture est avant tout une danse. Elle préfère plus particulièrement des formes de musiques inspirées de la techno et de la trance (et spécialement du Hardstyle) comme la Future-Pop, l'Aggrotech (Hellectro) ou le Rhythm'n Noise,. Cependant elle ne possède pas d'un style musical qui lui est propre . Le plus important est avant tout la possibilité de danser dessus, notamment sur des structures temporelles musicales de 4/4 rythmés pour la plupart par la  grosse caisse.
Les cybers se retrouvent surtout lors d’évènements de la dark-culture, mais également de manière sporadique lors de divers événements technos. À cette occasion on voit clairement les différences entre les styles de danse selon les groupes au sein de la scène dark: les cybers accordent surtout de l’importance à des mouvements de bras rapides et rythmés en fonction du tempo (c'est-à-dire étendre, tourner ou frapper le bras loin ou vers le corps), parfois combiné à des mouvements rythmés des jambes, bien que le travail des jambes ne tient qu'un rôle secondaire. La représentation de la danse dans les clubs est souvent accompagnée d’accessoires tels que des bâtonnets lumineux ou des anneaux LED.

## Polémique
Le développement croissant du mouvement, souvent qualifiée comme étant le mouvement Cyber goth trouve une résistance chez les partisans et mouvements dérivés de la culture gothique, ce qui suscitait durant des années de nombreuses controverses à ce sujet. Ces mouvements dérivés se sont développés par étapes à partir des environnements Gothic-Rock et Dark-Wave, et ils sont ainsi indissociables de la musique Gothic/Wave, alors que les cybers sont souvent considérés comme des partisans d'une culture patchworké proche du mouvement techno, et ils se définissent en première ligne par des aspects vestimentaires. La véritable part gothique, d’un point de vue vestimentaire et musical, est de ce fait considérée comme étant insignifiante.
L'utilisation du mot industrialism pour désigner le mouvement en rapport au style de danse et à la musique des cybers contribua à créer d'autres discordes, puisqu’un rapport direct à la culture industrielle n'existe pas. Il s’agit là, à l'instar de l'appellation d’Ambient, d’un concept avangardiste et audiovisuel, et non pas d’une forme technoïde d’une musique de danse. Contrairement aux derniers styles dérivés de la musique industrial, la plupart d’entre eux sont de nature expérimentale et ne sont pas adaptés aux night-clubs et aux évènements coutumiers du mouvement.